# 德戈尼亞鎮區 (伊利諾伊州傑克遜縣)
德戈尼亞鎮區（英語：Degognia Township）是位於美國伊利諾伊州傑克遜縣的一個行政鎮區。

## 地方資料
根據2010年美國人口普查的數據，德戈尼亞鎮區的面積為79.40平方千米，當中陸地面積為76.50平方千米，而水域面積為2.90平方千米。當地共有人口150人，而人口密度為每平方千米1.89人。